# ديف فولي (لاعب كرة قدم أمريكية)
ديف فولي (بالإنجليزية: Dave Foley)‏ هو لاعب كرة قدم أمريكية أمريكي، ولد في 28 أكتوبر 1947 في سينسيناتي في الولايات المتحدة.

## وصلات خارجية
- ديف فولي على موقع مرجع كرة القدم المحترفة.كوم (الإنجليزية)